# TotalMedia Theatre
TotalMedia Theatre（トータルメディア シアター）は、ArcSoftが開発・販売を行っていた動画再生ソフトウェアである。略称はTMT。最新バージョンは6で、Windows XPの32ビット版と、Vista、7、8の32ビット版および64ビット版をサポートしていた。開発、サポートを打ち切る旨が2014年9月頃に告知され、現在は販売終了となっている。

## 概要
Blu-ray DiscやDVDをはじめとして、多くの動画や音楽、画像ファイルの表示・再生やBD-Liveをサポートしているソフトウェアである。
一部適用できないファイル形式もあるが、SimHD技術により、多くの動画ファイルをHD画質相当に変換して再生することができる。
Blu-ray 3Dに標準で対応するほか、Sim3D技術により、DVDや画像ファイルを擬似的に3Dへ変換して表示することが可能である。
なお、本ソフトウェアには元々日本語のインターフェースが搭載されているが、株式会社ジャングルより日本市場向け版としてArcSoft BD＆DVD Theatre 3Dなどが発売されている。
ほとんどの部分は本家版と共通であるが、アップデーターが異なるなど同一でない部分も存在する。
HD_DVDには5まで対応していたが6では使用できなくなっている
。
販売ページは以前からHD_DVDの記述は無かった。